# Bernat Martí Oliver
Bernat Martí Oliver (Carcaixent, Ribera Alta, 1949) és un arqueòleg valencià, director del Servei d'Investigació Prehistòrica i del Museu de Prehistòria de València entre 1987 i 1996.
Va estudiar a la Universitat de València, on des de jove ja exercia com a professor i on es doctorà el 1978. Des del 1979, de la mà de Domingo Fletcher, ha estat conservador del Servei d'Investigació Prehistòrica i del Museu de Prehistòria de València, que dirigí entre 1987 i 96. Ha investigat el període comprès entre el Neolític i l'edat del bronze del País Valencià. Ha dirigit les campanyes d'excavacions a la cova de l'Or de Beniarrés (1976-86) i al poblat de la Muntanya Assolada d'Alzira (1978-86).
Les campanyes de la Cova de l'or destacaren per l'ús pioner al País Valencià de metodologia puntera en cova, tècniques apreses a excavacions a Font Juvenal. També va ser el primer en crear equips interdisciplinars, amb investigadors especialitzats en sedimentologia, palinologia, carpologia i fauna.